# Lappsjön, Småland
Lappsjön är en sjö i Jönköpings kommun i Småland och ingår i Motala ströms huvudavrinningsområde. Sjön har en area på 0,13 kvadratkilometer och ligger 234,4 meter över havet.

## Delavrinningsområde
Lappsjön ingår i det delavrinningsområde (643100-142165) som SMHI kallar för Utloppet av Bunn. Medelhöjden är 235 meter över havet och ytan är 54,79 kvadratkilometer. Räknas de 5 delavrinningsområdena uppströms in blir den ackumulerade arean 173,95 kvadratkilometer. Röttleån som avvattnar avrinningsområdet har biflödesordning 2, vilket innebär att vattnet flödar genom totalt 2 vattendrag innan det når havet efter 215 kilometer. Delavrinningsområdet består mestadels av skog (63 procent) och jordbruk (11 procent). Avrinningsområdet har 9,72 kvadratkilometer vattenytor vilket ger avrinningsområdet en sjöprocent på 17,7 procent.